# Coahuila de Zaragoza
Coahuila de Zaragoza, adesea doar Coahuila, este unul din cele 31 de state federale ale Mexicului.  Orașul Saltillo este capitala statului. 